# Маргарита Шотландська
Маргари́та Шотла́ндська (близько 1045 — 16 листопада 1093) — королева Шотландії, свята Католицької церкви, покровителька Шотландії.

## Біографія

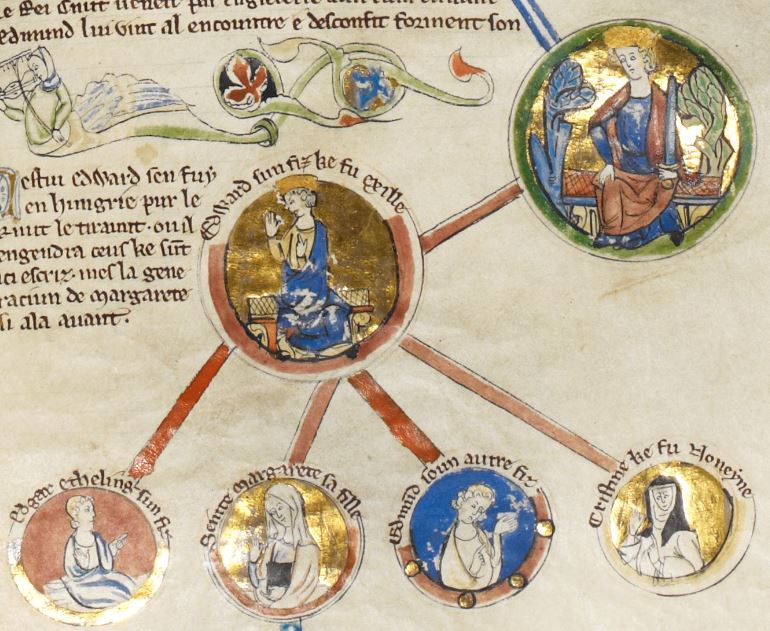
Король Англії Едмунд II Залізобокий, його син Едвард Вигнанець з дітьми: Едгар Етелінг, Свята Маргарита Шотландська, Едмунд, Крістіна.

Дочка англійського короля Едварда Вигнанця та руської князівни Агати Ярославни, доньки Ярослава Мудрого. Дружина шотландського короля Малкольма III.
Батьки Маргарити Шотландської — передостанній представник стародавньої Вессекської династії англійських королів Едвард Вигнанець та його дружина Агата, дочка (або сестра) великого князя київського Ярослава Мудрого.
Норвезький король Гаральд III Сігурдссон відтіснив від престолонаслідування батька Маргарити. ЇЇ родина переховувалася в Шотландії. Згодом молодша сестра Христина стала абатисою в Гемпширі, а Маргарита близько 1069 року обвінчалася з шотландським королем Малкольмом III.
Королева Маргарита опікувалася Церквою й ченцями. З її діяльністю пов'язано проникнення на північ Європи лицарської англо-французької культури.

## Нащадки
Діти Святої Маргарити:
1. Едвард, вбитий 1093.
2. Едмунд — король Шотландії (1094—1097)
3. Етельред, абат
4. Едгар — король Шотландії (1097—1107)
5. Олександр I — король Шотландії (1107—1124)
6. Давид I Святий — король Шотландії (1124—1153)
7. Матильда (Едіта), яку в 1100 р. видали за короля Англії Генріха I. Серед прямих нащадків Матильди — Річард Левове Серце.
8. Марія Шотландська (1082—1116), одружена з Євстахієм III.

## Вшанування пам'яті
Ім'я Маргарити присвоєно найдавнішій будівлі Единбурга та каплиці королівського замку. Університетський коледж в Единбурзі також названо на її честь. Королеву Маргариту Шотландську поховано поруч із чоловіком у Данфермлинському абатстві.

## Канонізація
1250 року Папа Іннокентій IV зарахував її до лику святих. 1673 року Маргарита була проголошена небесною покровителькою Шотландії. Покровителька Шотландії, багатодітних і католицьких сімей, Единбурзького університету.
Пам'ять — 16 листопада (річниця смерті).